# SLPX 17900
Az alábbi lista tartalmazza az SLPX-SLPXL 17900-as katalógusszám szerinti  magyarországi hanglemez megjelenéseket.
Ez a lista az 1982 és 1986 között megjelent hanglemezeket tartalmazza.
| Katalógusszám    | Év   | Formátum | Label  | Előadó                                           | Cím                                       |
| ---------------- | ---- | -------- | ------ | ------------------------------------------------ | ----------------------------------------- |
| SLPX 17904-17905 | 1985 | 2LP      | Bravo  | Rock Színház                                     | Krónikás                                  |
| SLPX 17909       | 1985 | LP       | Krém   | Szabados György                                  | Szabraxtondos                             |
| SLPX 17910       | 1985 | LP       | Krém   | Kovács Andor & Deseő Csaba                       | Nuages (Felhők)                           |
| SLPX 17911       | 1985 | LP       | Pepita | Zsoldos Imre                                     | 21+1 táncdal az aranytrombitán            |
| SLPX 17916       | 1986 | LP       | Krém   | Gonda-Kruza-Pleszkán                             | Keyboard Music                            |
| SLPX 17925       | 1986 | LP       | Krém   | Benkó Dixieland Band                             | La Fiesta Grande                          |
| SLPXL 17929      | 1985 | LP       | Gong   | Barbra Streisand                                 | Memories                                  |
| SLPXL 17931      | 1986 | LP       | Gong   | The Original Motion Picture Soundtrack           | Staying Alive                             |
| SLPXL 17932      | 1985 | LP       | Gong   | Sztárok a Gyermekekért                           | A battonyai gyermekfalu javára            |
| SLPX 17936       | 1985 | LP       | Krém   | Safari                                           | That Was Then, This Is Now                |
| SLPXL 17942      | 1985 | LP       | Gong   | Smash Hits                                       | Various (Válogatás)                       |
| SLPXL 17956      | 1985 | LP       | Gong   | Alphaville                                       | Forever Young                             |
| SLPX 17967       | 1985 | LP       | Krém   | Molnár Dixieland Band & John Mortimer            | Molnár Dixieland Band meets John Mortimer |
| SLPXL 17968      | 1985 | LP       | Gong   | Mike Oldfield                                    | Discovery                                 |
| SLPXL 17969      | 1985 | LP       | Gong   | Culture Club                                     | Walking Up with the House on Fire         |
| SLPXL 17970      | 1985 | LP       | Gong   | Marlene Dietrich                                 | Das War Mein Milljöh                      |
| SLPXL 17975      | 1986 | LP       | Gong   | Little Richard / Jimmy Hendrix                   | Little Richard & Jimmy Hendrix            |
| SLPXL 17979      | 1986 | LP       | Gong   | Saragossa Band                                   | Agadou                                    |
| SLPXL 17980      | 1986 | LP       | Gong   | USA for Africa                                   | We Are the World                          |
| SLPXL 17984      | 1983 | LP       | Gong   | Louis Clark and The Royal Philharmonic Orchestra | The Best of Hooked on Classics 1981-1984  |
| SLPXL 17985      | 1982 | LP       | Gong   | Al Di Meola                                      | Electric Rendezvous                       |

## Lásd még
- Hungaroton
- Hanglemez
- Dorogi hanglemezgyár
- SLPM 17900
- SLPM 17800
- SLPX 17800